# Antimima viatorum
Antimima viatorum là một loài thực vật có hoa trong họ Phiên hạnh. Loài này được (L.Bolus) Klak mô tả khoa học đầu tiên năm 2003.